# Белица (Чечерский район)
Белица (бел. Беліца) — упразднённый посёлок в Ровковичском сельсовете Чечерском районе Гомельской области Белоруссии. В результате катастрофы на Чернобыльской АЭС и радиационного загрязнения жители отселены.

## География

### Расположение
В 11 км на юг от Чечерска, 31 км от железнодорожной станции Буда-Кошелёвская (на линии Гомель — Жлобин), 59 км от Гомеля.

## Транспортная сеть
Рядом автодорога Науховичи — Ровковичи.

## История
Основан в 1920-е годы под названием Новая Белица. В 1926 году в Науховичском сельсовете Чечерского района Гомельского округа (с 20 февраля 1938 года) Гомельской области. С 1962 года в Буда-Кошелёвском, с 1965 года в Крутовском, с 1966 года в Ровковичском сельсоветах.

## Население
- 1926 год — 87 жителей, 13 дворов.
- 1959 год — 69 жителей (согласно переписи).
- 1970 год — 49 жителей.
- 1990-е — жителей нет.